# Thomas Anderberg
Hans Thomas Anderberg, född den 11 april 1956 i Norrköpings Sankt Johannes församling, död den 17 april 2013 i Högalids församling i Stockholm, var en svensk filosof, författare samt musik- och litteraturkritiker.

## Biografi
Thomas Anderberg var son till läraren och politikern Olle Anderberg och Inga Britta, ogift Lundén. Efter gymnasiet studerade han vid Lunds universitet, där han 1979 blev filosofie kandidat.
Han disputerade 1989 vid Lunds universitet på en avhandling om självmord, och ett misslyckat självmord utgör också utgångspunkten för ett av hans skönlitterära verk, Här ligger jag. I en intervju i samband med att den utkom och att slutarbetet med avhandlingen pågick yttrade Anderberg att ”självmord intresserar mig för att det rör det mest fundamentala – att avgöra om man ska leva eller inte. Och efter att ha arbetat med det här så länge nu anser jag att man ska försöka förhindra självmord. Det ansåg jag inte tidigare.”
Efter att ha verkat som akademisk lärare i Lund och Örebro blev Anderberg sedermera professor i praktisk filosofi vid Uppsala universitet. Som kritiker verkade han bland annat på Kvällsposten och Dagens Nyheter.
Anderbergs sista roman, Det mesta blir aldrig av, publicerades postumt med inslag av de dagboksanteckningar i vilka han skildrade sin sista sjukdom sedan han drabbats av en hjärntumör.
Thomas Anderberg var under en period från 1998 gift med författaren Lotta Olsson (född 1973)  och därefter sambo med Kristina von Engeström (född 1971).
Thomas Anderberg är gravsatt i Högalids kolumbarium i Stockholm.

### Skönlitteratur
- Den nya ordningen: roman. Stockholm: Norstedt. 1987. Libris 7154631. ISBN 91-1-871592-3 (inb.)
- Här ligger jag: en berättelse om överlevnad : [roman]. Stockholm: Norstedt. 1989. Libris 7155150. ISBN 91-1-891482-9 (inb.)
- Alter ego: roman. Stockholm: Norstedt. 1993. Libris 7156308. ISBN 91-1-931252-0 (inb.)
- Det mesta blir aldrig av. med efterord av Åsa Linderborg och Staffan Bengtsson (Stockholm 2014)

### Essäer
- Den mänskliga naturen: en essä om miljö och moral. Stockholm: Norstedt. 1994. Libris 7156369. ISBN 91-1-932031-0
- Guds moral: en essä om lidandets och ondskans problem. Nora: Nya Doxa. 1997. Libris 7770019. ISBN 91-88248-57-7 (inb.)
- Alla är vi kritiker. Stockholm: Atlas. 2009. Libris 11605729. ISBN 978-91-7389-360-2 (inb.)

### Facklitteratur
- (på engelska) Suicide: definitions, causes, and values. Studies in philosophy (Lund. 1989), 99-0814741-2 ; 2. Lund: Lund Univ. Press. 1989. Libris 7677476. ISBN 91-7966-092-4 (Lund Univ. Press)
- Konsten att argumentera. Gyttorp: Nya Doxa. 1991. Libris 8381413. ISBN 91-88248-03-8
- Biologi och livsåskådning (med Anders Jeffner och Nils Uddenberg) (Stockholm 1994)
- Den stora konstsvindeln - En Brillobok. Bokförlaget Atlas KB. 2010. Libris 11812667. ISBN 91-7389-381-1 (inb.)

### Redaktörskap
- Musikfrågor : musikestetisk antologi, sammanställd av Thomas Anderberg och Bengt Edlund (Lund 1985)
- Abortetik : en antologi filosofiska texter, utgiven av Thomas Anderberg och Ingmar Persson (Lund 1987)
- Aesthetic distinction : essays presented to Göran Hermerén on his 50th birthday, edited by Thomas Anderberg, Tore Nilstun & Ingmar Persson (Lund 1988)

## Priser och utmärkelser
- 2000 – Anders och Veronica Öhmans pris
- 2009 – Ledamot av Kungliga Musikaliska Akademien[6]